# Schweizer Leichtathletik-Hallenmeisterschaften 2009
Die Schweizer Leichtathletik-Hallenmeisterschaften 2009 (auch: SM Halle Aktive) (französisch Championnats suisses d’athlétisme en salle 2009) fanden am 21. und 22. Februar 2009 in der Sporthalle End der Welt in Magglingen statt.

## Frauen

### 60 m
| Platz | Athletin          | Zeit (s) |
| ----- | ----------------- | -------- |
| 1     | Ellen Sprunger    | 7,42     |
| 2     | Mujinga Kambundji | 7,44     |
| 3     | Léa Sprunger      | 7,49     |

### 200 m
| Platz | Athletin          | Zeit (s) |
| ----- | ----------------- | -------- |
| 1     | Léa Sprunger      | 24,19    |
| 2     | Mujinga Kambundji | 24,39    |
| 3     | Joëlle Golay      | 24,89    |
| 3     | Nora Farrag       | 24,89    |

### 400 m
| Platz | Athletin            | Zeit (s) |
| ----- | ------------------- | -------- |
| 1     | Martina Naef        | 55,66    |
| 2     | Delphine Balliger   | 56,23    |
| 3     | Pamela Märzendorfer | 56,24    |

### 800 m
| Platz | Athletin              | Zeit (min) |
| ----- | --------------------- | ---------- |
| 1     | Andrina Schläpfer     | 2:07,51    |
| 2     | Karin Colombini       | 2:08,90    |
| 3     | Monika Augustin-Vogel | 2:09,47    |

### 3000 m
| Platz | Athletin            | Zeit (min) |
| ----- | ------------------- | ---------- |
| 1     | Nicola Spirig       | 9:56,43    |
| 2     | Manuela Maffongelli | 10:02,17   |
| 3     | Martina Tresch      | 10:04,07   |

### 60 m Hürden (84,0)
| Platz | Athletin        | Zeit (s)   |
| ----- | --------------- | ---------- |
| 1     | Lisa Urech      | 8,20 U23-R |
| 2     | Clélia Reuse    | 8,37       |
| 3     | Claudine Müller | 8,40       |

### Hochsprung
| Platz | Athletin          | Höhe (m) |
| ----- | ----------------- | -------- |
| 1     | Beatrice Lundmark | 1,80     |
| 2     | Lara Kronauer     | 1,71     |
| 2     | Jasmine Lisanga   | 1,71     |

### Stabhochsprung
| Platz | Athletin         | Höhe (m) |
| ----- | ---------------- | -------- |
| 1     | Nicole Büchler   | 4,40     |
| 2     | Martina Müller   | 3,90     |
| 2     | Arlette Brülhart | 3,90     |

### Weitsprung
| Platz | Athletin          | Weite (m) |
| ----- | ----------------- | --------- |
| 1     | Irene Pusterla    | 6,46      |
| 2     | Stéphanie Vaucher | 6,11      |
| 3     | Claudine Müller   | 6,09      |

### Dreisprung
| Platz | Athletin              | Weite (m) |
| ----- | --------------------- | --------- |
| 1     | Daniela Miescher      | 12,75     |
| 2     | Alexandra Leuenberger | 12,59     |
| 3     | Jeannette Walter      | 12,50     |

### Kugel (4,00 kg)
| Platz | Athletin     | Weite (m) |
| ----- | ------------ | --------- |
| 1     | Claudia Egli | 14,60     |
| 2     | Regula Ryf   | 13,77     |
| 3     | Ana Zogovic  | 13,56     |

## Männer

### 60 m
| Platz | Athlet              | Zeit (s) |
| ----- | ------------------- | -------- |
| 1     | Andreas Baumann     | 6,74     |
| 2     | Pascal Mancini      | 6,76     |
| 3     | Reto Amaru Schenkel | 6,82     |

### 200 m
| Platz | Athlet       | Zeit (s) |
| ----- | ------------ | -------- |
| 1     | Alex Wilson  | 22,01    |
| 2     | Aron Beyene  | 22,07    |
| 3     | David Gallay | 22,10    |

### 400 m
| Platz | Athlet            | Zeit (s) |
| ----- | ----------------- | -------- |
| 1     | Andreas Oggenfuss | 48,43    |
| 2     | Silvan Lutz       | 48,96    |
| 3     | Kevin Paratte     | 49,23    |

### 800 m
| Platz | Athlet                 | Zeit (min) |
| ----- | ---------------------- | ---------- |
| 1     | Nicolas Repond         | 1:51,12    |
| 2     | Christian Niederberger | 1:51,27    |
| 3     | Mario Bächtiger        | 1:51,53    |

### 1500 m
| Platz | Athlet          | Zeit (min) |
| ----- | --------------- | ---------- |
| 1     | Mirco Zwahlen   | 3:55,10    |
| 2     | Martin Knill    | 3:56,46    |
| 3     | Fabien Visinand | 3:56,82    |

### 3000 m
| Platz | Athlet                | Zeit (min) |
| ----- | --------------------- | ---------- |
| 1     | Maxime Zermatten      | 8:33,30    |
| 2     | Stephen Staehli       | 8:36,72    |
| 3     | Johannes Morgenthaler | 8:41,59    |

### 60 m Hürden (106,7)
| Platz | Athlet          | Zeit (s) |
| ----- | --------------- | -------- |
| 1     | Andreas Kundert | 7,68     |
| 2     | Tobias Furer    | 8,11     |
| 2     | Matthias Wagner | 8,11     |

### Hochsprung
| Platz | Athlet         | Höhe (m) |
| ----- | -------------- | -------- |
| 1     | David Zumbach  | 2,09     |
| 2     | Nils Wicki     | 2,06     |
| 3     | Sven Tarnowski | 2,06     |

### Stabhochsprung
| Platz | Athlet         | Höhe (m) |
| ----- | -------------- | -------- |
| 1     | Olivier Frey   | 5,30     |
| 2     | Patrick Schütz | 5,25     |
| 3     | Michael Kipfer | 5,00     |

### Weitsprung
| Platz | Athlet          | Weite (m) |
| ----- | --------------- | --------- |
| 1     | Julien Fivaz    | 7,81      |
| 2     | Grégory Bianchi | 7,42      |
| 3     | Matthias Wagner | 7,42      |

### Dreisprung
| Platz | Athlet          | Weite (m) |
| ----- | --------------- | --------- |
| 1     | Grégory Bianchi | 14,27     |
| 2     | Raphael Stucki  | 14,03     |
| 3     | Olivier Berger  | 13,77     |

### Kugel (7,26 kg)
| Platz | Athlet          | Weite (m) |
| ----- | --------------- | --------- |
| 1     | Urs Hasler      | 15,63     |
| 2     | Michel Edzimbi  | 15,27     |
| 3     | Anouck Racordon | 14,93     |